# 庫魯內格勒

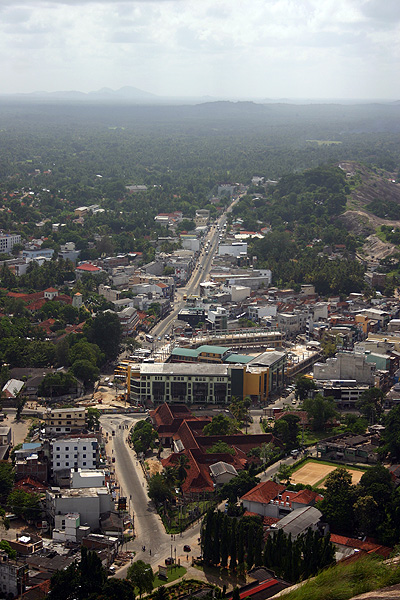
庫魯內格勒

庫魯內格勒是斯里蘭卡的城市，也是西北省的首府。該城市以大象岩 (ඇතුගල) 命名。2009年人口30,315人。該市為斯里蘭卡的主要經濟和交通樞紐之一，位於連接主要城市的高速公路交匯處。